# Dadinayakanadoddi, Malur
Dadinayakanadoddi là một làng thuộc tehsil Malur, huyện Kolar, bang Karnataka, Ấn Độ.